# René Faye
René Faye, född 20 december 1923 i Champagnac-la-Rivière, död 8 januari 1994 i Le Port-Marly, var en fransk tävlingscyklist.
Faye blev olympisk bronsmedaljör i tandem vid sommarspelen 1948 i London.